# Tellef Kvifte
Tellef Kvifte, född 27 november 1947, är en norsk folkmusiker och forskare. Han är professor vid Universitetet i Oslo där han är chef för Norsk Folkemusikksamling. Han är även sedan 1996 professor II i etnomusikologi vid Griegakademiet vid Universitetet i Bergen. Som forskare samarbetar han i stor utsträckning med Even Ruud. Som musiker hanterar han flöjt, sjöflöjt, säckpipa och saxofon. Han har medverkat vid flera skivinspelningar.

## Priser och hedersutmärkelser (urval)
- 1979 - Vinnare av norska Spellemannsprisen
- 2005 - Ledamot av Kungliga Musikaliska Akademien